# Maharaja Krishnakumarsinhji Bhavnagar University
Maharaja Krishnakumarsinhji Bhavnagar University är ett universitet i Indien.   Det ligger i distriktet Bhāvnagar och delstaten Gujarat, i den västra delen av landet, 900 km sydväst om huvudstaden New Delhi.